# Кроссабег
Кроссабег (англ. Crossabeg; ирл. Na Crosa Beaga) — деревня в Ирландии, находится в графстве Уэксфорд (провинция Ленстер).